# Dörflingen
Dörflingen je mjesto u Švicarskoj u kantonu Schaffhausen.

## Zemljopis
Mjesto Dörflingen nalazi se istočno od grada Schaffhausena u Švicarskoj.

## Povijest
1264. godine se prvi put spominje pod imenom Dorfelingen. 

## Stanovništvo
Prema službenim statistikama popis stanovništva Dörflingena.
| Godina | Broj stanovnika |
| ------ | --------------- |
| 1689.  | 369             |
| 1850.  | 560             |
| 1900.  | 426             |
| 1990.  | 582             |
| 2010.  | 857             |

## Gospodarstvo
Većinom se živi od poljoprivrede i vinogradarstva.

## Vanjske poveznice
- Službena stranica